# Lampona
Lampona là một chi nhện trong họ Lamponidae.

## Hình ảnh

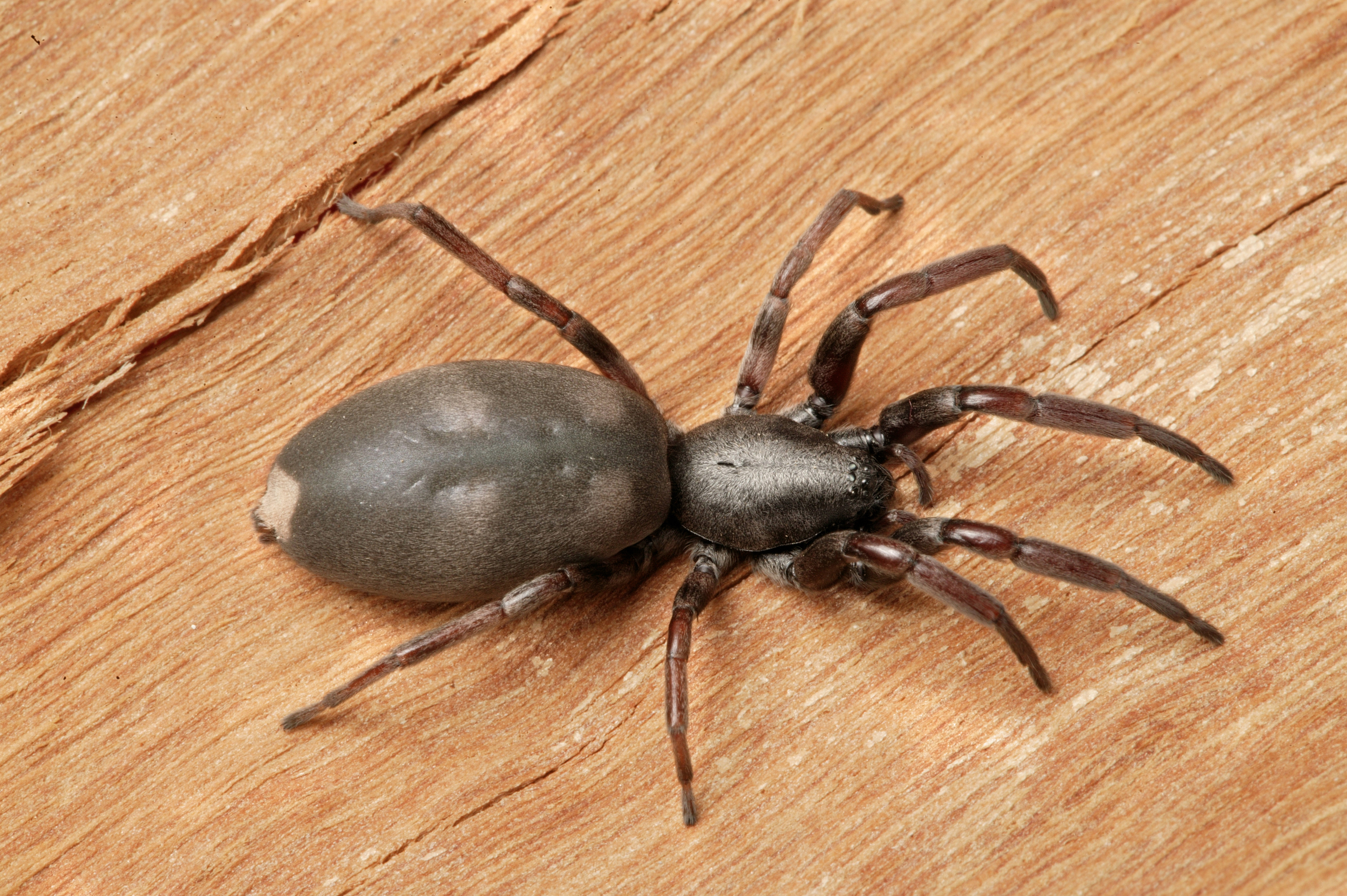
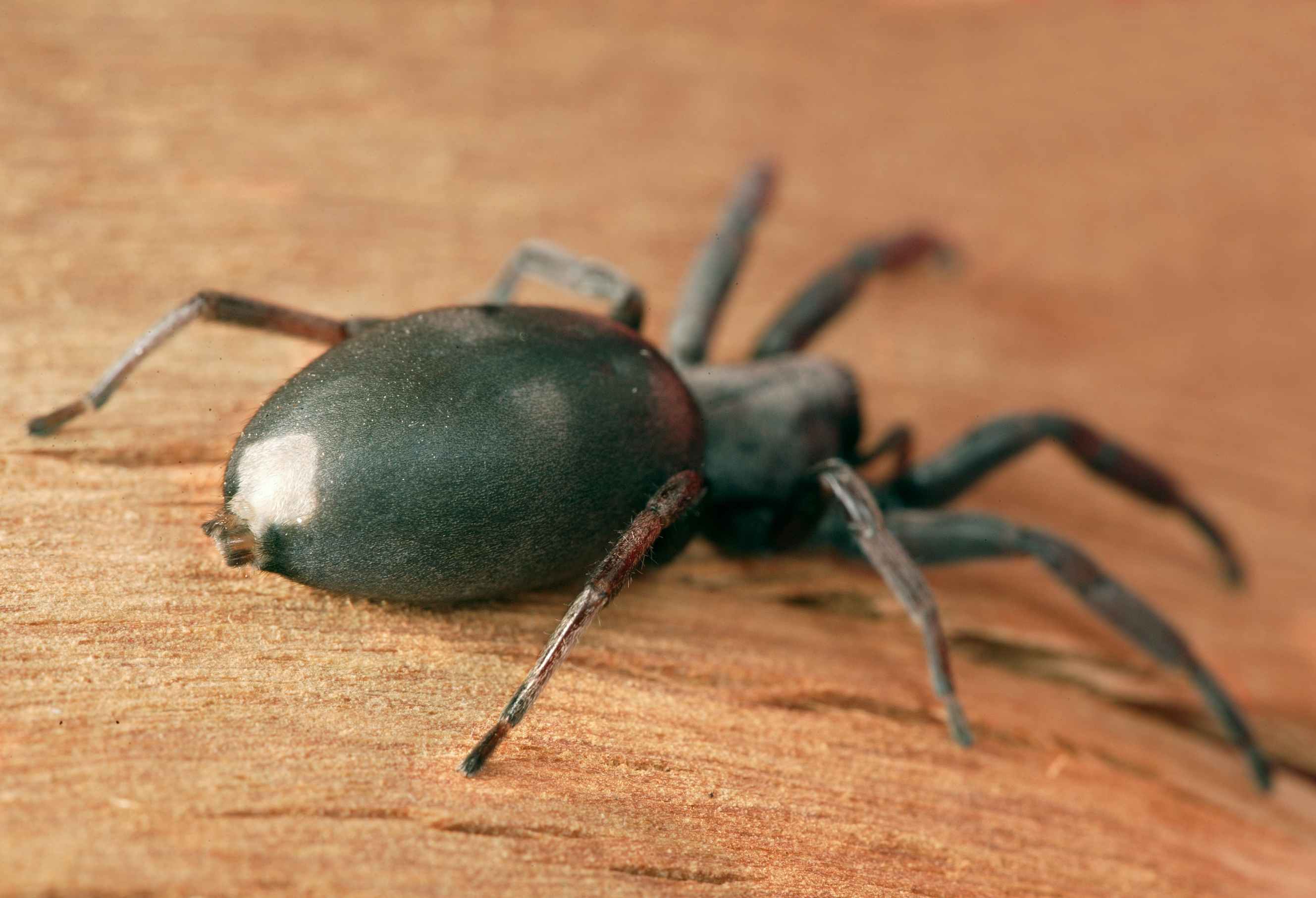